# Flura Bułatowa
Flura Askarowna Bułatowa-Abbate (ros. Флюра Аскаровна Булатова; ur. 9 czerwca 1963 w Oqtosh) – uzbecka tenisistka stołowa reprezentująca ZSRR a później Włochy, sześciokrotna mistrzyni Europy.
W mistrzostwach świata startowała pięciokrotnie nie odnosząc jednak sukcesów. Dwukrotnie zajmowała czwarte miejsce startując w turnieju drużynowym w barwach ZSRR (1981, 1983).
W mistrzostwach Europy dziesięciokrotnie zdobywała medale. Była mistrzynią Starego Kontynentu w grze pojedynczej w 1988 w Paryżu i dwukrotnie w grze podwójnej (w 1982 grając w parze z Anną Kowalenko i w 1986 występując razem z Jeleną Kowtun).
Dwukrotna zwyciężczyni prestiżowego turnieju Europa Top 12 (1986, 1988). Mistrzyni Europy juniorów w grze pojedynczej (1981).
Dwukrotnie występowała w igrzyskach olimpijskich. W Seulu (1988) zajęła 5. miejsce w grze pojedynczej i 6. w grze podwójnej, natomiast osiem lat później w Atlancie startując w barwach Włoch (od 1989 roku) nie odniosła sukcesów.